# Публічна особа
Публічна особа, також публічний діяч, громадський діяч — в українському законодавстві діляться на національних і іноземних. Також виділяється категорія «Діячі, що виконують політичні функції в міжнародних організаціях».

## Національні
Національні публічні діячі — фізичні особи, які виконують або виконували протягом останніх трьох років визначені публічні функції в Україні, а саме (станом на 2020 рік, згідно з оновленим Законом України «Про запобігання та протидію легалізації (відмиванню) доходів, одержаних злочинним шляхом, фінансуванню тероризму та фінансуванню розповсюдження зброї масового знищення», в ч. 1 ст. 1 п. 37 якого визначено оновлений перелік національних публічних діячів України):
1. Президент України, Прем’єр-міністр України, члени Кабінету Міністрів України та їх заступники;
2. керівник постійно діючого допоміжного органу, утвореного Президентом України, його заступники;
3. керівник та заступники керівника Державного управління справами;
4. керівники апаратів (секретаріатів) державних органів, що не є державними службовцями, посади яких належать до категорії «А»;
5. Секретар та заступники Секретаря Ради національної безпеки і оборони України;
6. народні депутати України;
7. Голова та члени Правління Національного банку України, члени Ради Національного банку України;
8. голови та судді Конституційного Суду України, Верховного Суду, вищих спеціалізованих судів;
9. члени Вищої ради правосуддя, члени Вищої кваліфікаційної комісії суддів України, члени Кваліфікаційно-дисциплінарної комісії прокурорів;
10. Генеральний прокурор та його заступники;
11. Голова Служби безпеки України та його заступники;
12. Директор Національного антикорупційного бюро України та його заступники;
13. Директор Державного бюро розслідувань та його заступники;
14. Директор Бюро фінансових розслідувань та його заступники;
15. Голова та члени Національної ради України з питань телебачення і радіомовлення, Голова та члени Антимонопольного комітету України, Голова Національного агентства з питань запобігання корупції та його заступники, Голова та члени Рахункової палати, Голова та члени Центральної виборчої комісії, голови та члени інших державних колегіальних органів;
16. надзвичайні і повноважні посли;
17. начальник Генерального штабу - Головнокомандувач Збройних Сил України, командувачі Сухопутних військ Збройних Сил України, Повітряних Сил Збройних Сил України, Військово-Морських Сил Збройних Сил України;
18. державні службовці, посади яких належать до категорії «А» (https://zakon.rada.gov.ua/laws/show/889-19/ed20220507#Text):  Керівника Апарату Верховної Ради України та його заступників;  керівника апарату (секретаріату) постійно діючого допоміжного органу, утвореного Президентом України;  Державного секретаря Кабінету Міністрів України та його заступників, державних секретарів міністерств;  керівників центральних органів виконавчої влади, які не є членами Кабінету Міністрів України, та їх заступників;  керівників апаратів Конституційного Суду України, Верховного Суду, вищих спеціалізованих судів та їх заступників, керівників секретаріатів Вищої ради правосуддя, Вищої кваліфікаційної комісії суддів України та їх заступників, Голови Державної судової адміністрації України та його заступників;  керівників державної служби в інших державних органах, юрисдикція яких поширюється на всю територію України, та їх заступників (https://законодавство.com/zakon-ukrajiny/stattya-kerivnik-derjavnoji-slujbi-derjavnomu-106537.html);
19. керівники органів прокуратури, керівники обласних територіальних органів Служби безпеки України, голови та судді апеляційних судів;
20. керівники адміністративних, управлінських чи наглядових органів державних та казенних підприємств, господарських товариств, державна частка у статутному капіталі яких прямо чи опосередковано перевищує 50 відсотків;
21. члени керівних органів політичних партій.

## Іноземні
Іноземні публічні діячі — в українському законодавстві фізичні особи, які виконують або виконували протягом останніх трьох років визначені публічні функції в іноземних державах, а саме:
1. глава держави, керівник уряду, міністри та їх заступники;
2. депутати парламенту;
3. голови та члени правлінь центральних банків;
4. члени верховного суду, конституційного суду або інших судових органів, рішення яких не підлягають оскарженню, крім оскарження за виняткових обставин;
5. надзвичайні та повноважні посли, повірені у справах та керівники центральних органів військового управління;
6. керівники адміністративних, управлінських чи наглядових органів державних підприємств, що мають стратегічне значення;
7. керівники керівних органів політичних партій, представлених у парламенті/

## Діячі, що виконують політичні функції в міжнародних організаціях
Діячі, що виконують політичні функції в міжнародних організаціях, — посадові особи міжнародних організацій, що обіймають або обіймали протягом останніх трьох років керівні посади в таких організаціях (директори, голови правлінь або їх заступники) або виконують будь-які інші керівні функції на найвищому рівні, в тому числі в міжнародних міждержавних організаціях, члени міжнародних парламентських асамблей, судді та керівні посадові особи міжнародних судів.